# Joan Antoni Vicent
Joan Antoni Vicent (Villavieja, 1944) es un fotógrafo de Castellón que ha publicado diversos libros fotográficos y ha organizado también exposiciones de sus trabajos. Es hermano del escritor Manuel Vicent.

## Libros
- Barcelona silencis (1999), texto de Narcís Comadira y prólogo de Maruja Torres[3]
- La Vilavella. Roda el temps (2000), texto de Manuel Vicent
- Valencia del tranvía (2008), texto de Manuel Vicent
- Viatge pel meu país (2012), texto de Joan Garí
- La Plana. Paisatges de la memòria (2017), texto de Manuel Vicent[4]
- Borriana i la seua mar (2019), texto de Joan Garí
- València. Els habitants del riu (2020), texto de Joan Garí